# Túnez en los Juegos Paralímpicos de París 2024
Túnez estuvo representado en los Juegos Paralímpicos de París 2024 por un total de 30 deportistas, 17 hombres y 13 mujeres.

## Medallistas
El equipo paralímpico tunecino obtuvo las siguientes medallas:
| Nombre           | Deporte   | Evento                |
| ---------------- | --------- | --------------------- |
| Oro              |           |                       |
| Raua Tlili       | Atletismo | Disco F41 femenino    |
| Raua Tlili       | Atletismo | Peso F41 femenino     |
| Marua Brahmi     | Atletismo | Maza F32 femenino     |
| Amenalá Tisaui   | Atletismo | 1500 m T38 masculino  |
| Waydi Bukhili    | Atletismo | Maratón T12 masculino |
| Plata            |           |                       |
| Walid Ktila      | Atletismo | 100 m T34 masculino   |
| Ruay Yebabli     | Atletismo | 1500 m T13 masculino  |
| Ahmed Ben Moslah | Atletismo | Peso F37 masculino    |
| Bronce           |           |                       |
| Raya Yebali      | Atletismo | Peso F40 femenino     |
| Ruay Yebabli     | Atletismo | 400 m T12 masculino   |
| Amenalá Tisaui   | Atletismo | 400 m T37 masculino   |